# Leonardo de Deus
Leonardo Gomes de Deus (Campo Grande, 18 de janeiro de 1991) é um nadador brasileiro, que disputa diferentes provas e estilos. Nos 200m borboleta, ele foi finalista olímpico em Tóquio 2020, duas vezes finalista em Mundiais, duas vezes vice-campeão do Pan Pacífico e tricampeão dos Jogos Pan Americanos. Atualmente é atleta da Unisanta (Universidade Santa Cecília) e um dos representantes do time Aqua Centurions na International Swimming League.

## Trajetória esportiva

### Início
Pelo fato de o pai ser militar, as mudanças eram uma constante em sua vida: aos 12 anos, vivendo em Belém no Pará, começou a nadar com sua mãe nos finais de semana; mudou-se para Brasília e treinou na Associação Atlética Banco do Brasil (AABB) até 2007; em 2008 mudou-se para Belo Horizonte e passou a treinar no Minas Tênis Clube; em 2010 transferiu-se para São Paulo e passou a treinar no Esporte Clube Pinheiros.

### 2010–12
Integrou a delegação nacional que participou dos Jogos Sul-Americanos de 2010 em Medellín, na Colômbia, onde conquistou duas medalhas de ouro: nos 200 metros costas e 200 metros borboleta, e uma medalha de prata no revezamento 4x200 metros livre.
Competiu no Campeonato Pan-Pacífico de Natação de 2010 em Irvine, nos Estados Unidos, onde ficou em nono lugar nos 200 metros borboleta e 11º nos 200 metros costas.
Participou do Campeonato Mundial de Natação em Piscina Curta de 2010 em Dubai, competindo na prova dos 100 metros costas, ficando em 28º lugar; e na prova dos 200 metros borboleta, ficando em 15º lugar, em ambas não conseguindo ir à final.
No Campeonato Mundial de Esportes Aquáticos de 2011 em Xangai, na China, classificou-se à semifinal dos 200 metros borboleta com o segundo melhor tempo, não conseguindo, posteriormente, a classificação à final e terminando em 13º. Também foi à semifinal dos 200 metros costas, terminando em 15º lugar.
Nos Jogos Pan-Americanos de 2011 em Guadalajara, no México, ganhou a medalha de ouro na prova dos 200 metros borboleta, após polêmica envolvendo patrocínio irregular na touca utilizada na final. Por alguns minutos, Leonardo esteve desclassificado, mas após protestos da torcida e dos próprios atletas, o primeiro lugar foi devolvido ao sul-matogrossense. Ganhou também a medalha de prata no revezamento 4x200 metros livre.
Em 25 de abril de 2012, participou do Troféu Maria Lenk no Rio de Janeiro, e fez a marca de 1m57s38 na prova dos 200 metros costas, derrotando Thiago Pereira na batida de mão, sagrando-se campeão do troféu e confirmando sua vaga para os Jogos Olímpicos de Verão de 2012 em Londres. Em 27 de abril sagrou-se campeão também dos 200 metros borboleta no Troféu Maria Lenk, batendo na final Kaio Márcio de Almeida, confirmando sua classificação para as Olimpíadas de Londres também nesta prova.

### Jogos Olímpicos de 2012
Nos Olimpíadas de 2012, foi à semifinal dos 200 metros costas, terminando em 13º lugar, e ficou em 21º lugar nos 200 metros borboleta. No ano seguinte, transferiu-se para o Sport Club Corinthians Paulista, onde permanece até o presente

### 2013–16
No Campeonato Mundial de Esportes Aquáticos de 2013 em Barcelona, classificou-se para sua primeira final de Campeonato Mundial nos 200 metros borboleta, terminando em oitavo lugar. Ele também nadou os 200 metros costas, terminando em 12º lugar. No revezamento 4×100 metros medley, terminou em 12º lugar, junto com Marcelo Chierighini, Felipe Lima e Nicholas Santos.
Nos Jogos Sul-Americanos de 2014 em Santiago, no Chile, ganhou duas medalhas de ouro nos 200 metros borboleta e 200 metros costas, batendo o recorde da competição em ambas as provas.
No Troféu Maria Lenk de 2014 em São Paulo, quebrou o recorde brasileiro dos 400 metros livre, com o tempo de 3m50s90. O recorde anterior pertencia a Armando Negreiros, desde 1997. Em maio de 2014, no Campeonato Brasileiro Junior e Senior, ele bateu novamente o recorde brasileiro dos 400 metros livre, agora com a marca de 3m50s71.
No Campeonato Pan-Pacífico de Natação de 2014 em Gold Coast, na Austrália, Leonardo de Deus obteve um grande resultado, ao ganhar a medalha de prata nos 200 metros borboleta, com o tempo de 1m55s28. Ele também terminou em sexto lugar nos 200 metros costas, e 12º na eliminatória dos 400 metros livre.
Em dezembro de 2014, no Open realizado no Rio de Janeiro, bateu pela terceira vez o recorde brasileiro dos 400 metros livre, com o tempo de 3m50s37.
Em abril de 2015, no Troféu Maria Lenk realizado no Rio de Janeiro, quebrou o recorde sul-americano dos 400 metros livre, com o tempo de 3m49s62, e fez o melhor tempo da carreira nos 200 metros borboleta, com o tempo de 1m55s19, obtendo a liderança do ranking mundial da prova em 2015.
Nos Jogos Pan-Americanos de 2015, em Toronto, no Canadá, ganhou três medalhas: um ouro nos 200 metros borboleta, com o tempo de 1m55s01, novo recorde do Pan e melhor marca de sua carreira; e dois bronzes, nos 200 metros costas e nos 400 metros livres.
No Campeonato Mundial de Esportes Aquáticos de 2015, Leonardo não nadou bem nos 200 metros borboleta. Na semifinal, ele fez o tempo de 1m56s02, longe da sua melhor marca, 1m55s01, obtidos no Pan poucos dias antes, e terminou em nono lugar, perdendo a vaga para a final por 0,28 segundo. Ele também terminou em 13º nos 200 metros costas. 

### Jogos Olímpicos de 2016
Leonardo de Deus participou dos Olimpíadas de 2016 no Rio de Janeiro, onde ele quebrou o recorde brasileiro nos 200 metros, com o tempo de 1m57s00, nas eliminatórias. Ele terminou em 13º lugar nas semifinais. Nos 200m borboleta, ele não nadou bem: apesar de ter tido tempos anteriores que o qualificariam para a final olímpica, não chegou perto destes tempos e, com a marca de 1m56s77, terminou em 13º lugar nas semifinais.

### 2016–20
No Campeonato Mundial de Natação em Piscina Curta de 2016, na cidade de Windsor, no Canadá, ele foi para a final dos 200 m borboleta, terminando em 5º . Ele também terminou em 11º nos 200 m costas.
No Mundial de Esportes Aquáticos de 2017, em Budapeste, ele terminou em 12º lugar nos 200 m costas e 14º nos 200 m borboleta.
No Campeonato Pan-Pacífico de Natação de 2018 em Tóquio, Japão, ele obteve uma medalha de prata na prova dos 200m borboleta, com o tempo de 1m54s89, seu recorde pessoal.
No Campeonato Mundial de Piscina Curta de 2018 em Hangzhou, Luiz Altamir Melo, Fernando Scheffer, Leonardo Coelho Santos e Breno Correia surpreenderam o mundo ao conquistar a medalha de ouro no revezamento 4 × 200 metros livres, batendo o recorde mundial, com um tempo de 6m46s81. O revezamento foi composto unicamente por jovens entre 19 a 23 anos, e não era favorito ao ouro. Leonardo de Deus também ganhou uma medalha, por nadar as eliminatórias da prova. Ele também terminou em 18º nos 200m borboleta e 23º nos 100m borboleta. Ele optou por não nadar os 200 m costas.
No Campeonato Mundial de Esportes Aquáticos de 2019, em Gwangju, na Coreia do Sul, chegou à sua segunda final de Campeonato Mundial nos 200 m borboleta, terminando em 7º. Ele também terminou em 22º nos 200 m costas.
Nos Jogos Pan-Americanos de 2019, realizados em Lima, Peru, ele se tornou o primeiro tricampeão dos 200m borboleta da história do Pan, obtendo o feito de forma seguida. Ganhou outra medalha de bronze nos 200 metros costas, repetindo os resultados de Toronto. Ele também ganhou ouro no 4 × 100 m medley misto e prata no 4 × 100 m medley (em ambos, participando das eliminatórias da prova).

### Jogos Olímpicos de 2020
Nos Jogos Olímpicos de Verão de 2020 em Tóquio, Leonardo de Deus se classificou para as semifinais dos 200 metros borboleta masculino em 3° lugar, com o tempo de 1m54s83, batendo seu recorde pessoal na prova, aos 30 anos de idade.  Nas semifinais voltou a nadar abaixo de 1m55, classificando-se em 2º lugar para a final, sendo esta a primeira final olímpica de Leonardo de Deus, na sua prova principal.  Na final, ele terminou em 6° lugar, com 1m55s1. Para obter a medalha de bronze, ele precisaria nadar na casa de 1m54s4, meio segundo abaixo do seu recorde pessoal.

### 2021–24
No Campeonato Mundial de Natação em Piscina Curta de 2021 em Abu Dhabi, ele terminou em 17º lugar com a marca de 1m53s94.
No Campeonato Mundial de Esportes Aquáticos de 2022 realizado em Budapeste, Hungria, ele não teve uma boa participação nos 200m borboleta, terminando em 14º lugar com o tempo de 1min56s18.